# Europastraße 85
Die Europastraße 85 beginnt in Klaipėda in Litauen und endet in Alexandroupoli in Griechenland. Sie ist 2300 km lang.

## Städte und Dörfer an der E85

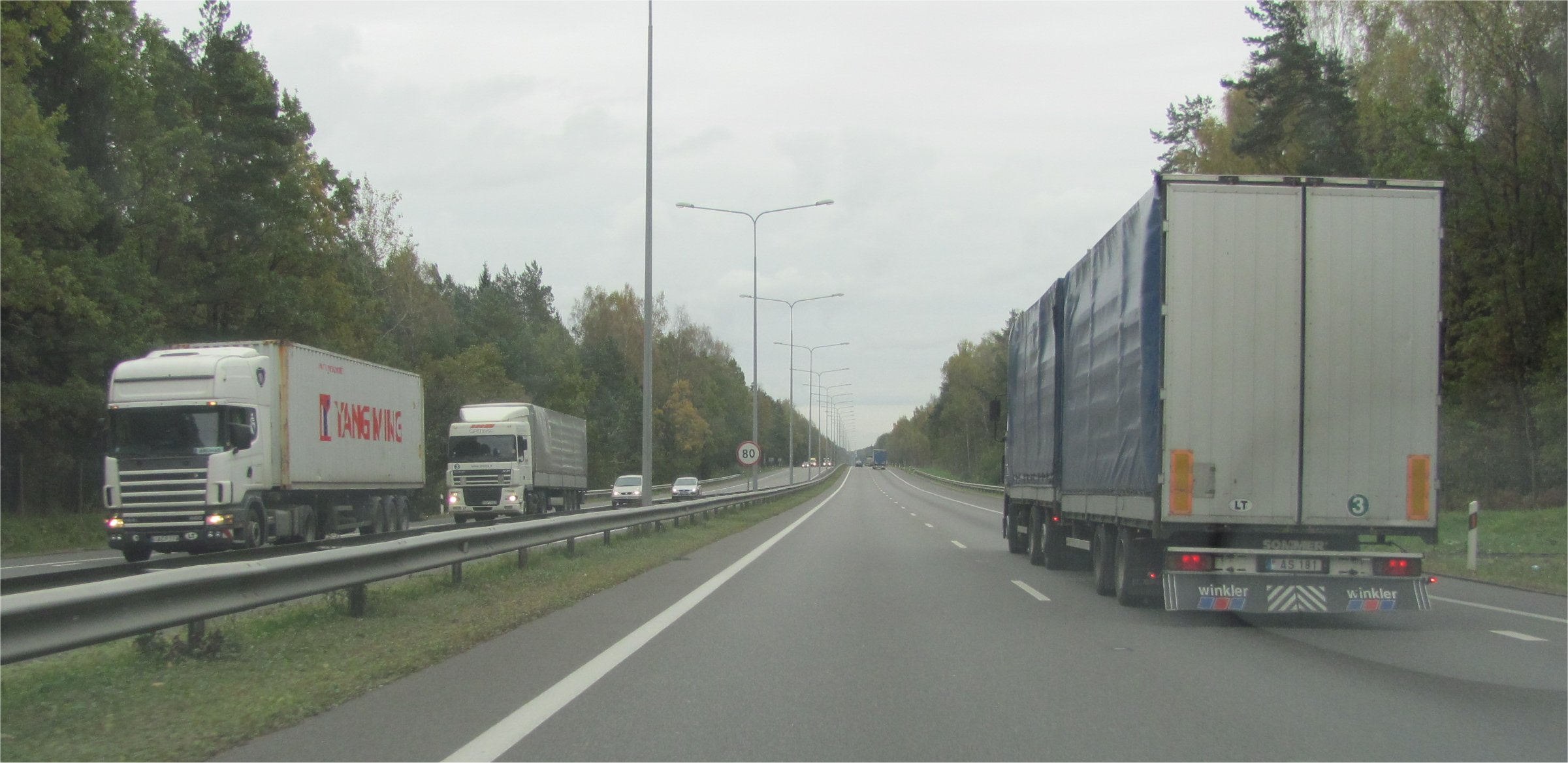
Die E 85 zwischen Kaunas und Vilnius (Aufnahme 2010)

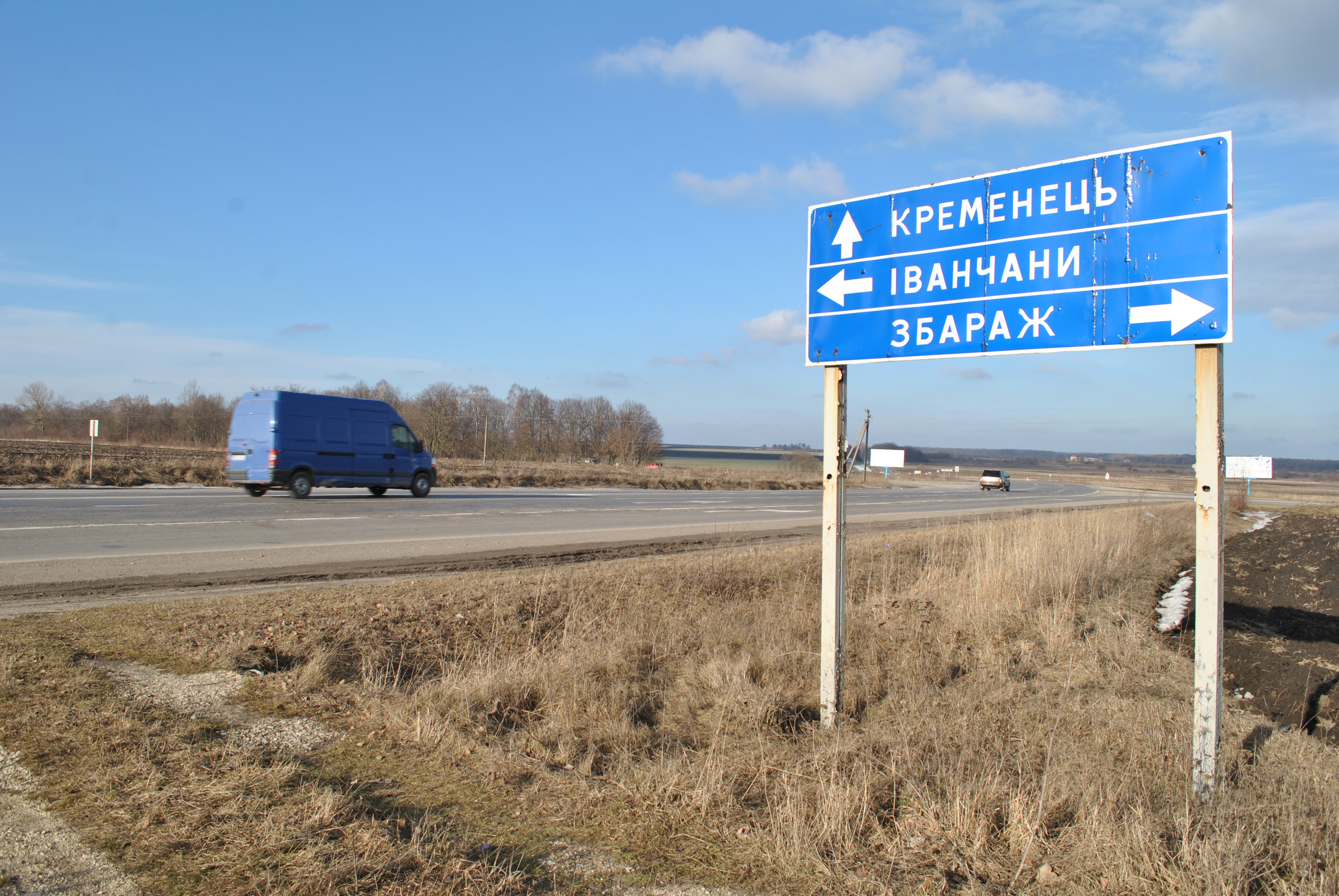
Die E 85 in der Ukraine nördlich von Ternopil'

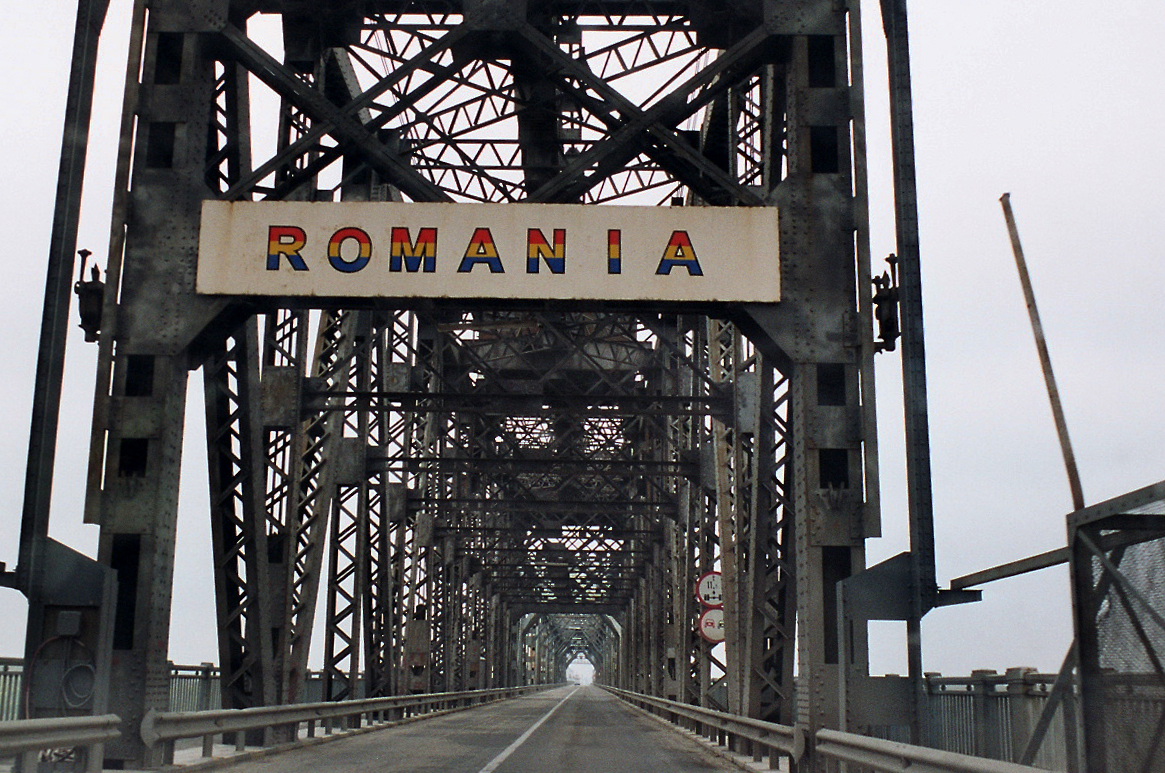
Freundschaftsbrücke über die Donau zwischen Rumänien und Bulgarien

in LitauenKlaipėda – Kaunas – Vilnius – Šalčininkai
in BelarusLida – Slonim – Kobryn
in der UkraineKowel – Luzk – Dubno – Ternopil – Chernivtsi
in RumänienSiret – Suceava – Fălticeni – Roman – Bacău – Adjud – Focșani – Râmnicu Sărat – Buzău – Urziceni – Bukarest – Giurgiu
in BulgarienRusse – Bjala – Weliko Tarnowo – Gabrowo – Kasanlak – Stara Sagora – Chaskowo – Swilengrad
in GriechenlandOrmenio – Orestiada – Didymoticho – Alexandroupoli